# Aéroport de Paderborn-Lippstadt
L'aéroport de Paderborn Lippstadt (en allemand : Flughafen Paderborn Lippstadt), code IATA : PAD • code OACI : EDLP, est un aéroport international  situé dans la région de la Westphalie-de-l'Est-Lippe, dans l'État allemand de Rhénanie-du-Nord-Westphalie. Bien que le nom implique un emplacement dans la ville de Paderborn ou la ville de Lippstadt, l'aéroport est en fait situé près de la ville de Büren, à environ 18 km du centre-ville de Paderborn. Il dessert principalement des vols vers des destinations européennes.

## Situation
| Berlin · Brandebourg EuroAirport Basel-Mulhouse-Freiburg Freiburg · City Brême Cassel Cologne · Bonn Dortmund Dresde Düsseldorf Erfurt Francfort-Hahn Francfort · sur-le-Main Friedrichshafen Hambourg Hanovre Heringsdorf Karlsruhe · Baden-Baden Leipzig Lübeck Memmingen Munich Münster · Osnabrück Nuremberg Paderborn · Lippstadt Rostock Sarrebruck Stuttgart Sylt Weeze Mannheim |

## Statistiques
Pour des raisons techniques, il est temporairement impossible d'afficher le graphique qui aurait dû être présenté ici.

Voir la requête brute et les sources sur Wikidata.

## Compagnies aériennes et destinations
| Compagnies        | Destinations |
| ----------------- | --- |
| Air Cairo         | En saison: Hurghada |
| Air Nostrum       | En saison charter: Palma de Majorque |
| Corendon Airlines | En saison: Antalya |
| Eurowings         | En saison: Palma de Majorque |
| Freebird Airlines | En saison charter: - Antalya, - Bourgas, - Djerba-Zarzis, - Fuerteventura, - Héraklion-N. Kazantzákis, - Kos, - Las Palmas/Gran Canaria, - Palma de Majorque, - Rhodes-Diagoras |
| Lufthansa         | Munich-F. J. Strauß |
| Pegasus Airlines  | En saison: Antalya |
| Ryanair           | En saison: Alicante-Elche, Malaga-Costa del Sol, Palma de Majorque |
| SunExpress        | En saison: Antalya |

Édité le 22/03/2023